# Queenswood Heights
Queenswood Heights est un quartier situé à Orléans, une banlieue de l'est d'Ottawa, en Ontario, au Canada. Avant sa fusion en 2001, il faisait partie du canton de Cumberland. Il est inclus dans les limites traditionnelles du duché de Sault, remontant à l'époque de la Nouvelle-France.
Queenswood Heights est délimité par le boulevard Saint-Joseph au nord, le chemin Tenth Line à l'est, le chemin Innes au sud et l'ancienne limite Cumberland-Gloucester à l'ouest (quoique l'Association communautaire de Queenswood Heights considère la promenade Duford comme étant la limite ouest).
Selon le recensement canadien de 2016, la population du quartier était de 11 031 habitants. Queenswood Heights s'étend sur 3,71 kilomètres carrés (916,76096351 acre).

## Écoles
Il y a quatre écoles élémentaires qui répondent aux besoins des jeunes élèves du quartier.
- École catholique Notre-Dame de la Sagesse - École élémentaire catholique anglophone
- École élémentaire catholique Reine-des-Bois - École élémentaire catholique francophone
- École élémentaire Dunning-Foubert - École élémentaire publique anglophone
- École élémentaire catholique La Source - École élémentaire catholique francophone
- École publique Queenswood - fermée en juin 2008.

## Routes
Les principales routes de ce quartier sont :
- Avenue des Épinettes
- Promenade Prestwick
- Rue Saint-Georges
- Rue Amiens
- Promenade Duford
- Avenue Tompkins
- Promenade Prestone

## Transit
Queenswood Heights est desservi par les lignes de bus OC Transpo suivantes :
 35   37   131   232   234  

## Sentiers en nature
Il y a actuellement 5,5 km de sentiers à Queenswood Heights; ces sentiers comprennent un ravin, des passerelles, des bancs, etc. 